# Катбертсон, Уильям
Уильям Катбертсон (англ. William Cuthbertson, 21 июля 1902, Данфермлин, Файф — 24 ноября 1963, Данфермлин, Файф) — британский боксёр. Бронзовый призёр летних Олимпийских игр 1920 года.

## Биография
Уильям Катбертсон родился 21 июля 1902 года в британском городе Данфермлин в Шотландии.
Первоначально выступал в любительском боксе. Представлял объединённый шотландский клуб любительского бокса. Трижды становился чемпионом Шотландии в наилегчайшей (1920—1921) и легчайшей (1922) весовой категории. В 1921 году стал чемпионом Великобритании в наилегчайшем весе.
В 1920 году вошёл в состав сборной Великобритании на летних Олимпийских играх в Антверпене. Завоевал бронзовую медаль в весовой категории до 50,8 кг. Решением судей в 1/8 финала победил Эйнера Йенсена из Дании, в 1/4 финала выиграл у Теда Зегварда из Нидерландов, в полуфинале уступил Андерсу Педерсену из Дании, в поединке за 3-4-е места победил Шарля Альбера из Франции.
В 1923 году перешёл в профессиональный бокс. До 1927 года провёл 15 боёв.
После окончания выступлений работал инструктором по боксу в спортзале Карнгеги в Данфермлине и в частной школе Крейгфлауэр в Торриберне.
Умер 24 ноября 1963 года в Данфермлине.

## Семья
Братья Энди и Питер Катбертсоны в конце 1920-х — начале 1930-х годов были профессиональными боксёрами.